# Gemeinsam stirbt sich’s besser
Gemeinsam stirbt sich’s besser (Originaltitel: Dead by Monday) ist eine Filmkomödie mit Einflüssen von schwarzem Humor aus dem Jahr 2001. Im Mittelpunkt der Komödie stehen die Themen Todessehnsucht und Liebe. Der deutsche Kinostart war am 18. August 2001.

## Handlung
Während eines Spaziergangs treffen Julie und der Schriftsteller Alex, der an Schreibhemmungen leidet, aufeinander. Durch die Begegnung verhindert Julie außerdem, dass Alex sich von einer Klippe stürzt und Suizid begeht. Nachdem Julie durch Zufall mehr über den Schriftsteller herausfindet, platzt sie von nun an in sein Leben und lässt so unabsichtlich mehrere Selbstmordversuche scheitern. Bald darauf erfährt sie, dass sie von ihrem verunglückten Mann betrogen wurde und gerät in eine Krise. Zusammen mit Alex schließt sie einen Selbstmordpakt, der festlegt, dass sie sich  beide gemeinsam in die Niagarafälle stürzen wollen. Während der Planung verändern sich allerdings die Gefühle beider zueinander.

## Produktion
Der Hauptdrehort des Filmes war Ontario in Kanada.

## Kritik
Die Komödie Gemeinsam stirbt’s sich besser bekam gemischte Kritik.
In der Internet Movie Database wurde der Film mit 6,1 von zehn Punkten bewertet.

„Die zwei Lebensmüden schließen einen Selbstmordpakt… Die Idee trägt keinen Film - erst recht nicht, wenn der lieblos inszeniert ist. Fazit:Vor Lachen stirbt hier wirklich niemand!“

## Soundtrack
| Nr. | Titel                           | Interpret   |
| --- | ------------------------------- | ----------- |
| 1.  | Look! No String!                | Chumbawamba |
| 2.  | You Can’t Trust Anyone Nowadays | Chumbawamba |
| 3.  | Behave                          | Chumbawamba |
| 4.  | Dors                            | Natacha     |